# Instituto de Matemáticas Alfréd Rényi

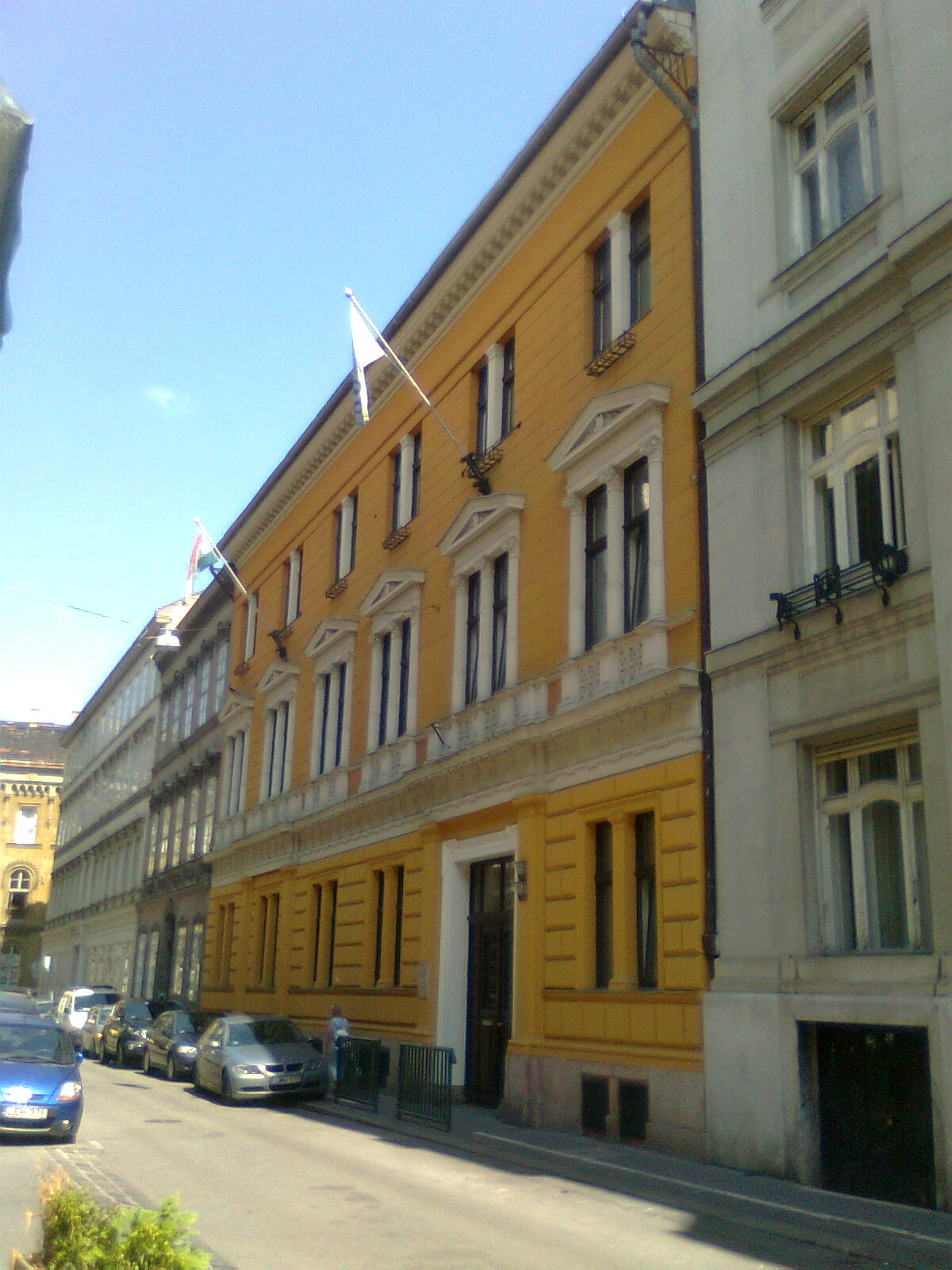
Edificio con acabados arquitectónicos, ubicado en una vía principal.

El Instituto de Matemáticas Alfréd Rényi (en húngaro: Rényi Alfréd Matematikai Kutatóintézet) es el instituto de investigación en matemáticas de la Academia Húngara de Ciencias. Fue creado en 1950 por Alfréd Rényi, quien lo dirigió hasta su muerte. Desde su creación, el Instituto ha sido el centro de la investigación matemática en Hungría. Recibió el título de Centro de Excelencia de la Unión Europea (2001). El instituto publica la revista de investigación Studia Scientiarum Mathematicarum Hungarica.

## Áreas de investigación
- Álgebra
- Geometría Algebraica y Topología Diferencial
- Lógica Algebraica
- Análisis Matemático
- Combinatoria y Matemáticas Discretas
- Geometría
- Teoría de Números
- Probabilidad y Estadística
- Teoría de Conjuntos y Topología General

## Nombre
El nombre del Instituto de Matemática Aplicada fue originalmente Instituto de la HAS (en húngaro: MTA Alkalmazott Matematikai Intézete) entonces Instituto de Investigación de Matemáticas de la HAS (MTA Matematikai Kutatóintézete). Obtuvo su nombre actual el 1 de julio de 1999, en homenaje al eminente matemático Alfréd Rényi, quien fundó el Instituto y fue su director durante 20 años.
Algunos de sus investigadores más notables son:
- Imre Bárány, especialista en combinatoria, geómetra.
- Zoltán Füredi, especialista en combinatoria.
- Tibor Gallai, especialista en combinatoria.
- András Hajnal, teórico de conjuntos.
- István Juhász, investigador en topología teórica de conjuntos.
- Imre Lakatos, filósofo de la matemática y la ciencia.
- János Pintz, teórico de los números.
- Lajos Pósa, especialista en combinatoria, docente universitario.
- Imre Z. Ruzsa, teórico de los números.
- Miklós Simonovits, especialista en combinatoria.
- Vera T. Sós, especialista en combinatoria.
- István Juhász, investigador en topología, Premio Abel 2012.
- Gábor Tardos, especialista en combinatoria

## Directores
- Alfréd Rényi[2] (1950-1970)
- László Fejes Tóth (1970-1982)
- András Hajnal (1982-1992)
- Domokos Szász (1993-1995)
- Gyula O. H. Katona (1996-2005)
- Peter Pál Pálfy (2006-2018)
- András Stipsicz (2019-)